# Centraleuropeisk tid
| Tidszoner i Europa |                      |                                                                                                |                   |
|                    | GMT WET              | Greenwichtid Västeuropeisk tid                                                                 | UTC±0 UTC±0       |
|                    | GMT WET WEST BST IST | Greenwichtid Västeuropeisk tid Västeuropeisk sommartid Brittisk sommartid Irländsk standardtid | UTC±0 UTC±0 UTC+1 |
|                    | CET CEST             | Centraleuropeisk tid Centraleuropeisk sommartid                                                | UTC+1 UTC+2       |
|                    | EET KALT             | Östeuropeisk tid Kaliningradtid                                                                | UTC+2             |
|                    | EET EEST             | Östeuropeisk tid Östeuropeisk sommartid                                                        | UTC+2 UTC+3       |
|                    | MSK TRT              | Moskvatid Turkisk tid                                                                          | UTC+3             |
|                    | AMT AZT GET          | Armenisk normaltid Azerbajdzjansk normaltid Georgisk tid                                       | UTC+4             |

Centraleuropeisk tid eller Central European Time, förkortat CET, eller MET ("medeleuropeisk tid"), är den tidszon som används i många europeiska länder kring meridianen vid 15° östlig längd.
Centraleuropeisk tid har även sommartid, där sommartids-varianten Central European Summer Time förkortas CEST, vilken är CET + 1 timme. De två varianterna sammanfattas som
- CET = UTC + 1 timme (normaltid).
- CEST = UTC + 2 timmar (sommartid).

## Länder
Centraleuropeisk tid används bland annat av Albanien, Belgien, Bosnien och Hercegovina, Danmark, Frankrike, Italien, Kosovo, Kroatien, Luxemburg, Montenegro, Nederländerna, Nordmakedonien, Norge, Polen, Schweiz, Serbien, Slovakien, Slovenien, Spanien, Sverige, Tjeckien, Tyskland, Ungern och Österrike. Under sommartid används förkortningen CEST (Central European Summer Time) istället för CET.
I många afrikanska länder används samma tid men utan sommartid, till exempel i Algeriet, Angola, Kamerun och Nigeria.
I Libyen används samma tid, med sommartid, men med andra dagar för sommartidsövergången (sista fredagen i mars och oktober, istället för sista söndagen).
Det pågick under 2018 en politisk beslutsprocess i EU om att avskaffa sommartid inom EU, vilket det finns stöd för enligt opinionsundersökningar. Europaparlamentet fattade 26 mars 2019 ett preliminärt beslut att avskaffa sommartid inom EU år 2021.

## Tretidszonsröset

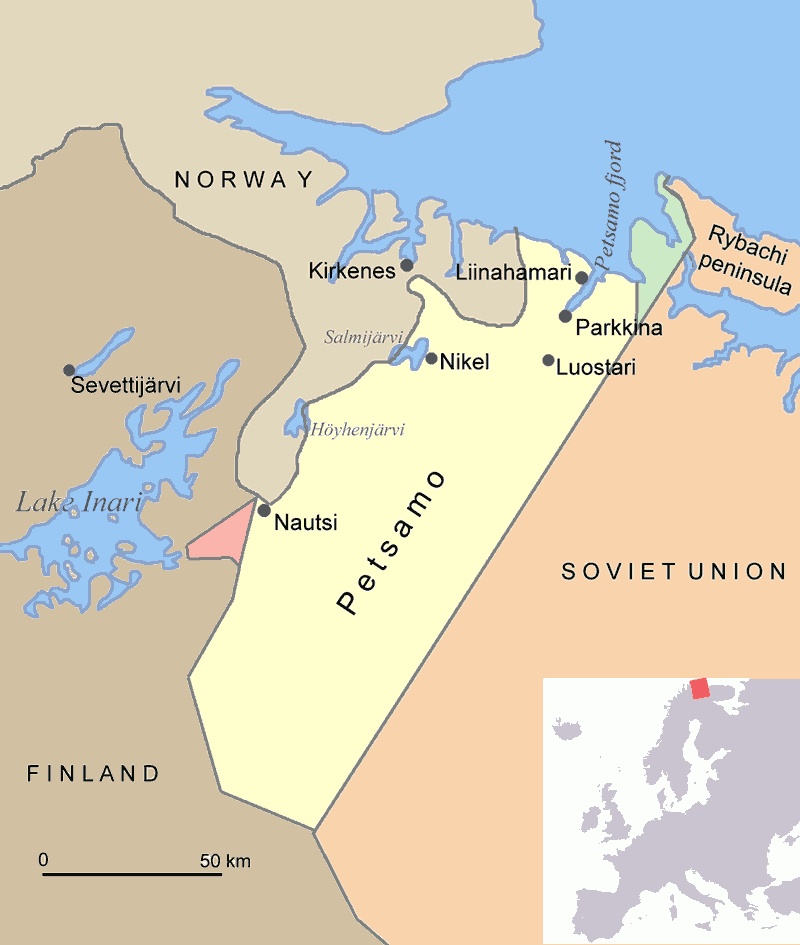
Vid Treriksröset i närheten av Nautsk möts tre tidszoner.

Nära Nautsk i Petsamo. Muotkavaara i Enare och Øvre Pasvik i Sør-Varanger, vid den norska, finska och ryska gränsens treriksröse möts centraleuropeisk tid (UTC+1 eller 2), östeuropeisk tid (UTC+2 eller 3) och moskvatid (UTC+3).